# 海特韦海伊
海特韦海伊，是匈牙利巴兰尼亚州所辖的一个村。总面积21.38平方公里，总人口443，人口密度20.7人/平方公里（2011年1月1日）。